# Pteroceltis tatarinowii
Pteroceltis tatarinowii (Blue Sandalwood, Tara wingceltis, Qing Tan) ist die einzige Art der Pflanzengattung Pteroceltis innerhalb der Familie der Hanfgewächse (Cannabaceae). Sie ist in den gemäßigten Gebieten Chinas verbreitet.

## Beschreibung

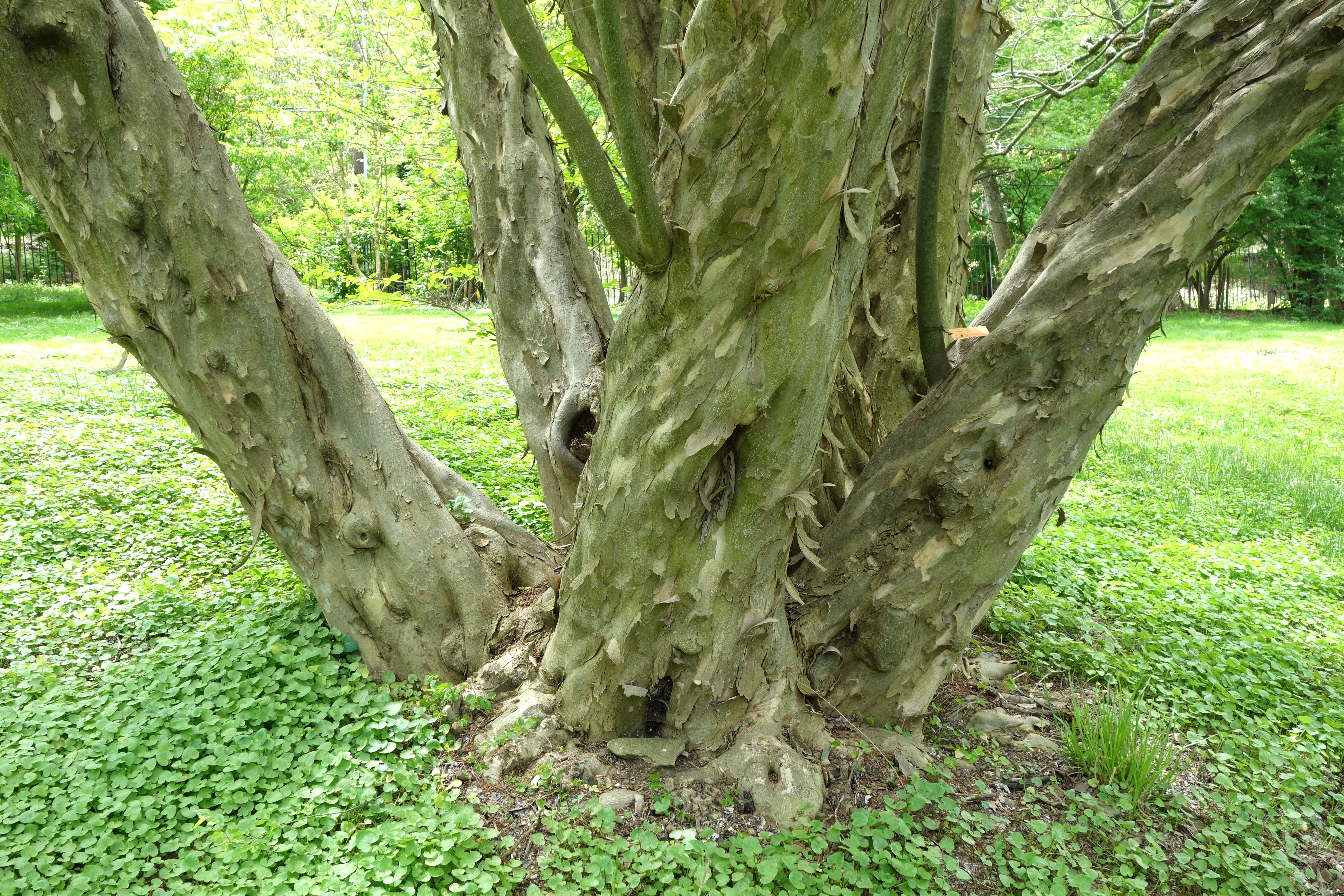
Stämme und Borke

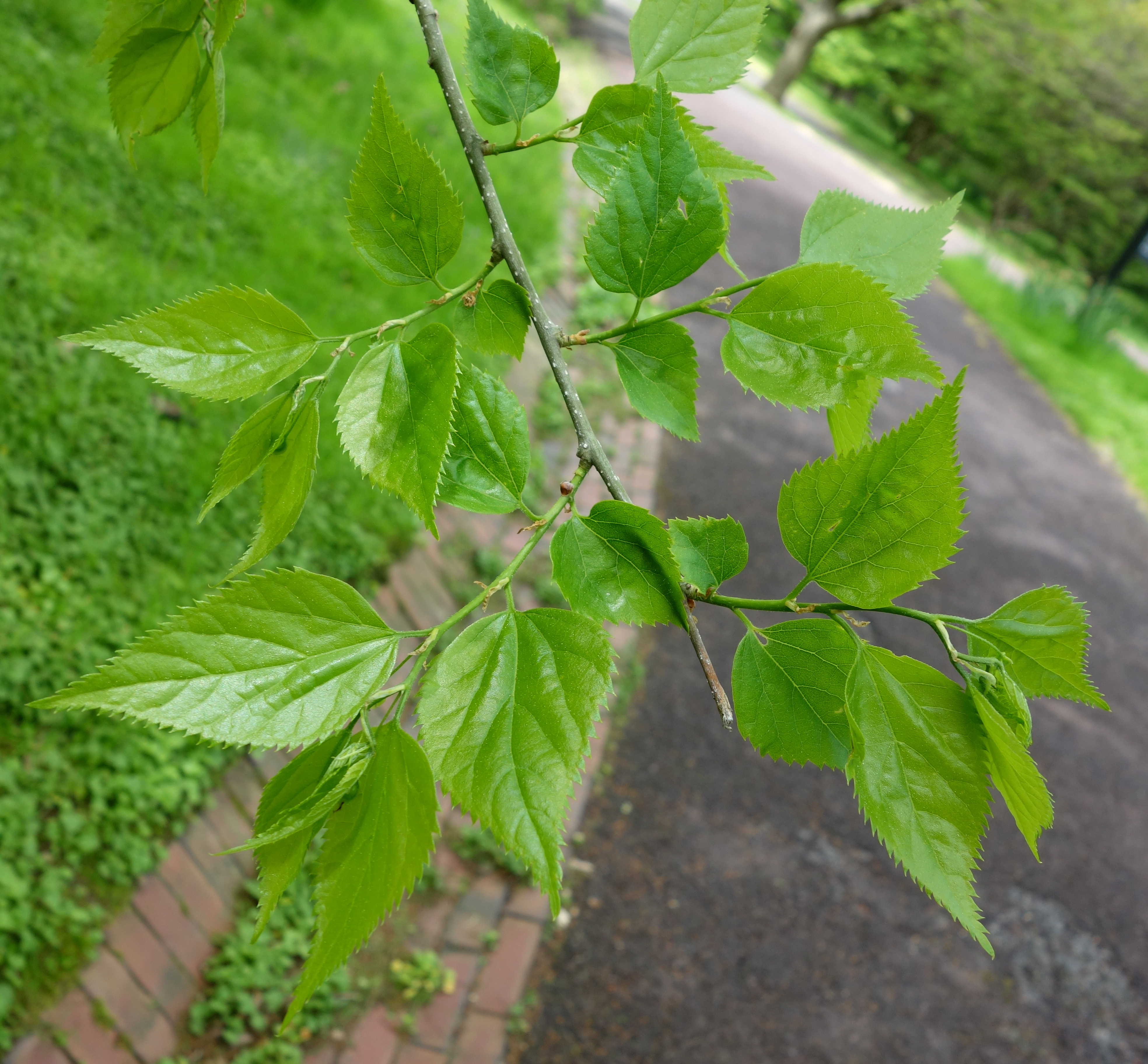
Zweig mit gestielten, einfachen Laubblättern

### Erscheinungsbild und Blatt
Pteroceltis tatarinowii ist ein laubabwerfender Baum, der Wuchshöhen von bis zu 20 Metern und einen Stammdurchmesser von 80 bis 100 Zentimetern erreicht. Die Borke ist grau-braun und blättert in größeren Stücken ab. Auf der Rinde der Zweige sind deutlich Lentizellen erkennbar. Die Winterknospen sind eiförmig.
Die wechselständig, oft zweizeilig angeordneten Laubblätter sind in Blattstiel und -spreite gegliedert. Der 0,5 bis 1,5 Zentimeter lange Blattstiel ist flaumig behaart. Die einfache, grüne Blattspreite ist bei einer Länge von 3 bis 10 Zentimetern und einer Breite von 2 bis 5 Zentimetern, breit-, bis schmaleiförmig, mit schräger (oblique), spitzer bis stumpfer Spreitenbasis und mit zugespitztem oberen Ende. Der Blattrand ist am Grund ganz, dann vorwärts gezähnt. Von der Spreitenbasis gehen drei primäre Blattadern aus welche sich netzartig verzweigen (ternate, reticulate). Die zwei freien Nebenblätter sind linealisch und hinterlassen, wenn sie abfallen, kurze querlaufende Blattnarben auf jeder Seite der Blattbasis.

### Blüte und Frucht
Pteroceltis tatarinowii sind einhäusig getrenntgeschlechtig (monözisch). Die Blütezeit reicht in China von März bis Mai. Die eingeschlechtigen Blüten stehen nur an den vorjährigen Zweigen.
Die männlichen Blüten stehen in Büscheln in den obersten Blattachseln. Ihre fünf Blütenhüllblätter überlappen sich dachziegelig (imbrikat). Die fünf Staubblätter bestehen aus aufrechten Staubfäden und am oberen Ende flaumig behaarten Staubbeuteln.
Die weiblichen Blüten stehen einzeln in den obersten Blattachsel. Ihre vier Blütenhüllblätter sind lanzettlich. Zwei Fruchtblätter sind zu einem seitlich abgeflachten, oberständigen Fruchtknoten verwachsen, der eine anatrope Samenanlage enthält. Es sind zwei Narben vorhanden.
Die Fruchtstiel ist 1 bis 2 Zentimeter lang. Die bei Reife gelblich-grünen bis gelblich-braunen, kahlen oder behaarten und breit geflügelten Nussfrüchte (= Flügelnuss, Samara) sind bei einem Durchmesser von 1 bis 1,7 Zentimetern mehr oder weniger kugelförmig bis länglich mit gestutzter bis herzförmiger Basis und gekerbten oberen Ende. Die Blütenhüllblätter und der Griffel sind auch bei reifen Früchten noch vorhanden. Der Flügel ist mehr oder weniger verholzt. Die Früchte besitzen ein "knöchernes" Endokarp und spärlich Endosperm. Der gekrümmte Embryo besitzt zwei breite Keimblätter (Kotyledonen). Die Früchte reifen in China von August bis Oktober.

### Chromosomensatz
Die Chromosomengrundzahl beträgt x = 10; es liegt Diploidie vor, also 2n = 20.

## Vorkommen
Pteroceltis tatarinowii ist in den chinesischen Provinzen Anhui, Fujian, südliches Gansu, Guangdong, Guangxi, Guizhou, Hebei, Henan, Hubei, Hunan, Jiangsu, Jiangxi, Liaoning (nur in Dalian), südöstliches Qinghai, Shaanxi, Shandong, Shanxi, Sichuan sowie Zhejiang verbreitet. Pteroceltis tatarinowii ist die am weitesten verbreitete Baumart in gemäßigten Gebieten Chinas. Dort gedeiht Pteroceltis tatarinowii in gemäßigten laubabwerfenden Wäldern in Bergregionen über Kalkstein und an Flussufern in Höhenlagen 100 bis 1500 Metern. Pteroceltis tatarinowii ist ein Tertiär-Relikt.

## Systematik
Die Gattung Pteroceltis wurde 1873 durch Karl Johann Maximowicz mit der Erstbeschreibung der Art Pteroceltis tatarinowii Maxim. in Bulletin de l'Academie Imperiale des Sciences de St-Petersbourg, Band 18, S. 292–293 aufgestellt. Das Artepitheton tatarinowii ehrt den russischen Arzt und Botaniker Alexander Alexejewitsch Tatarinow, der viele Jahre in China arbeitete. Synonyme für Pteroceltis tatarinowii Maxim. sind: Pteroceltis tatarinowii var. pubescens Hand.-Mazz., Ulmus cavaleriei H. Lév.
Pteroceltis tatarinowii ist die einzige Art der Gattung Pteroceltis innerhalb der Familie der Cannabaceae. Sie wurde früher zur Unterfamilie Celtidoideae in der Familie Ulmaceae oder eine Familie Celtidaceae gestellt. Die monotypische Gattung Pteroceltis bildet zusammen mit der in Afrika heimischen Gattung Chaetachme eine Klade.

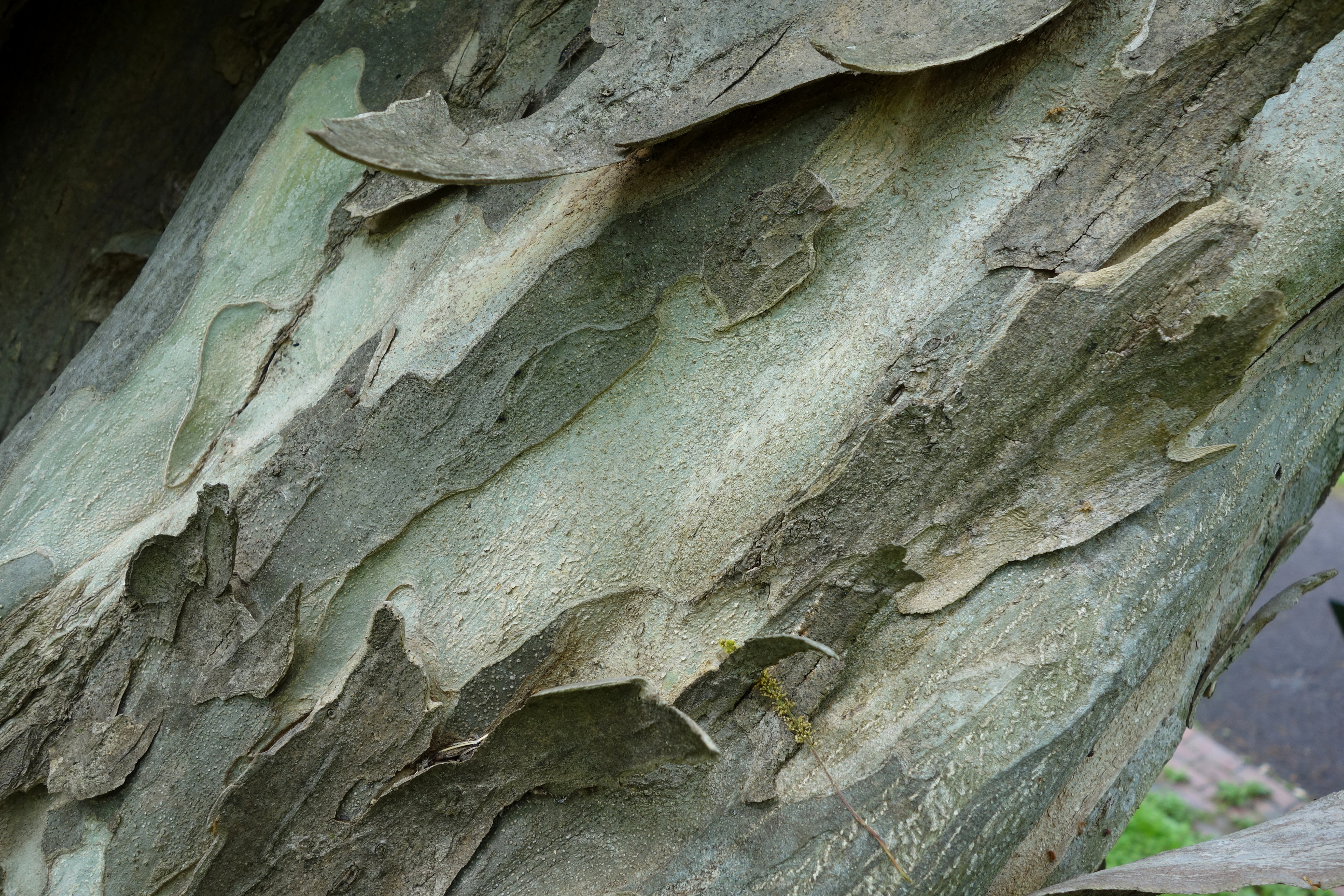
Abblätternde Borke

## Verwendung
Die Phloem-Fasern der Borke von Pteroceltis tatarinowii ist das Hauptausgangsmaterial des Xuan-Papier. Deshalb wird Pteroceltis tatarinowii in Plantagen angebaut. Das Holz besitzt eine gute Qualität. Aus den Samen wird Öl hergestellt.
Pteroceltis tatarinowii wird in den gemäßigten Breiten als Zierpflanze verwendet; sie ist frosthart und kann an sonnigen und halbschattigen Standorten gepflanzt werden.

## Weiterführende Literatur
- Xing-Wang Zhang, Xiao-Ping Zhang, Chuan-You Guo, Jian-Hua Ding: Dynamics of Pteroceltis tatarinowii Population in Langya Mountain of Anhui Province. In: Journal of Ecology and Rural Environment. Bd. 28, Nr. 5, 2012, S. 493–499 (chinesisch, englische Zusammenfassung und Weblink zum PDF).

- Karte mit allen verlinkten Seiten:
- OSM |
- WikiMap